# 47 Tucanae
47 Tucanae (noto anche con la designazione di Bayer ξ Tucanae, o NGC 104, o C 106) è un ammasso globulare visibile nella costellazione australe del Tucano; è uno dei più grandi ammassi globulari conosciuti. Si trova ad una distanza di circa 13 400 anni luce dal sistema solare, ma è abbastanza luminoso da poter essere visto ad occhio nudo, essendo un oggetto di magnitudine +4,91; appartiene alla classe III, cioè molto concentrato.

## Osservazione
47 Tucanae è già visibile ad occhio nudo: appare come una stella sfocata di quarta grandezza, a poca distanza dalla Piccola Nube di Magellano; trovandosi molto a sud, diventa visibile soltanto a partire dalla fascia tropicale boreale, mentre da località come Sydney, Città del Capo e Rio de Janeiro si presenta circumpolare. Attraverso un binocolo appare come una sorta di bulbo nebuloso biancastro, dai contorni sfumati e molto più luminoso al centro; al telescopio si possono già risolvere alcune delle sue componenti, che sono di magnitudine 13,5.

## Storia delle osservazioni

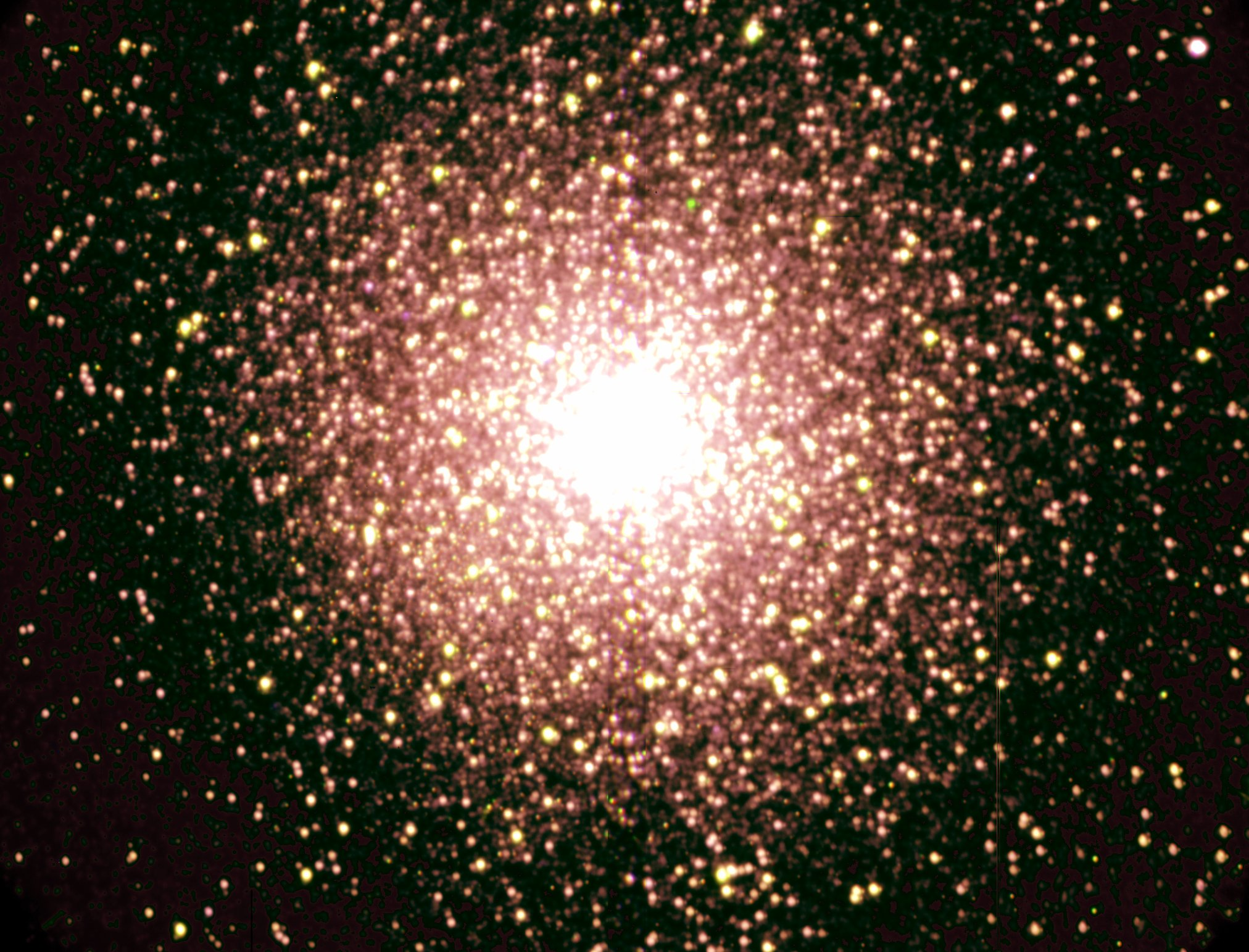
47 Tucanae appartiene ad una classe di ammassi globulari molto concentrati.

Nonostante sia il secondo ammasso più luminoso del cielo, secondo solo ad Omega Centauri, restò a lungo sconosciuto per gli astronomi dell'emisfero settentrionale, a causa della sua posizione molto meridionale (ascensione retta 00h 24m 05,67s, declinazione −72° 04′ 52,6″). Per questo motivo fu scoperto solo nel 1751 da Nicholas Louis de Lacaille. Esso fu originariamente catalogato come una stella (come si può dedurre dal fatto che il suo nome segue apparentemente la nomenclatura di Flamsteed), e solo in seguito se ne riconobbe la natura di ammasso.

## Caratteristiche
47 Tucanae è un ammasso molto grande: il suo diametro reale è di circa 120 anni luce. Ciò lo rende, in termini di dimensioni assolute, notevolmente più grande di ω Centauri, l'ammasso globulare più luminoso dell'intera volta celeste. Solo la parte centrale, la più luminosa, è visibile ad occhio nudo. Se fossimo in grado di vedere anche le parti più deboli, accessibili solo con grandi telescopi, avrebbe una dimensione apparente di 30 minuti d'arco, simile a quella della Luna piena.
Il suo nucleo è luminoso e molto denso. Al suo interno sono conosciute 25 pulsar con velocità di rotazione comprese tra 1 e 8 millisecondi, ed almeno 21 vagabonde blu.
47 Tucanae ha delle stelle ricche in metalli, nelle quali è presente un sesto del ferro in più che nel nostro Sole; la sua distanza è stimata sui 13-14 000 anni luce, ma è in allontanamento da noi, alla velocità di 19 km/s.
Osservazioni spettroscopiche effettuate nel 2023 con il telescopio Webb hanno consentito di risolvere singolarmente le proprietà delle stelle di piccola massa, evidenziando la sequenza evolutiva delle nane brune.

## Dintorni
47 Tucanae fa parte della nostra Galassia, come anche NGC 362, che appare vicino a questo sebbene si trovi in realtà a quasi il doppio della distanza. Ma per una particolare coincidenza, questi due ammassi vengono a trovarsi, visti dalla Terra, in direzione della Piccola Nube di Magellano, una delle galassie satelliti della nostra Via Lattea meglio conosciute e studiate. Inevitabile perciò che quest'area di cielo sia particolarmente ricca di piccoli oggetti come ammassi e nebulose, appartenenti tutti alla Piccola Nube.

## Centro dell'ammasso
Secondo uno studio effettuato dall'Harvard-Smithsonian Center for Astrophysics e pubblicato a febbraio 2017, al centro dell'ammasso sarebbe presente un buco nero di dimensioni intermedie (2200 M⊙), dedotto studiando il moto di rotazione delle stelle, il loro tasso di rotazione e la posizione delle pulsar.
Un altro studio pubblicato a marzo 2017, effettuato grazie alle osservazioni del telescopio a raggi X Chandra utilizzando lo spettrometro ACIS (Advanced CCD Imaging Spectrometer) installato, ha evidenziato in 47 Tucanae la stella più vicina ad un buco nero mai osservata, una nana bianca orbitante ogni 28 minuti che a causa delle forze mareali perde enormi quantità di materiale.

### Libri
- (EN) Stephen James O'Meara, Deep Sky Companions: The Caldwell Objects, Cambridge University Press, 2003, ISBN 0-521-55332-6.

### Carte celesti
- Tirion, Rappaport, Lovi, Uranometria 2000.0 - Volume II - The Sorthern Hemisphere to +6°, Richmond, Virginia, USA, Willmann-Bell, inc., 1987, ISBN 0-943396-15-8.
- Tirion, Sinnott, Sky Atlas 2000.0 - Second Edition, Cambridge, USA, Cambridge University Press, 1998, ISBN 0-933346-90-5.
- Tirion, The Cambridge Star Atlas 2000.0, 3ª ed., Cambridge, USA, Cambridge University Press, 2001, ISBN 0-521-80084-6.